# Timothée 1:1
 (juin 2018).
Si vous disposez d'ouvrages ou d'articles de référence ou si vous connaissez des sites web de qualité traitant du thème abordé ici, merci de compléter l'article en donnant les références utiles à sa vérifiabilité et en les liant à la section « Notes et références ».

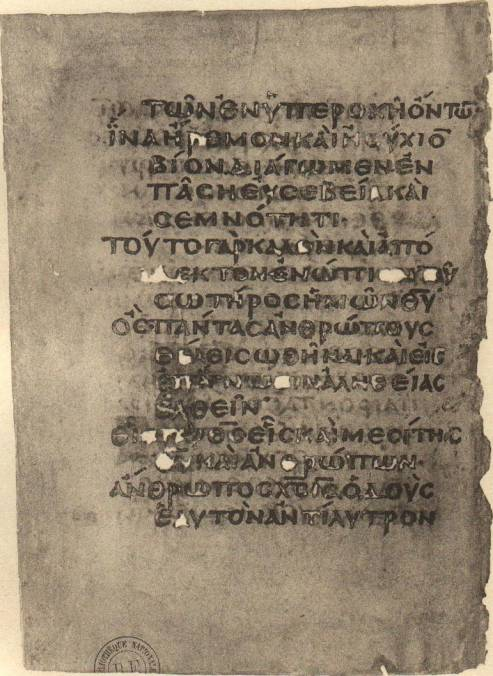
Fragment du Codex Coislinianus (Timothée 2:2).

Timothée 1:1 est le premier chapitre de la Première Épître à Timothée dans le Nouveau Testament de la Bible. L'auteur est traditionnellement identifié comme Paul L'Apôtre dès l'an 180,. Cependant, la plupart des savants modernes considèrent ce texte comme pseudépigraphique: il a été rédigé après la fin de la première moitié du deuxième siècle de notre ère.

## Texte
Le texte original est écrit en grec Koinè et divisé en 20 versets.
Les manuscrits anciens de la Bible contenant ce chapitre sont les suivants:
- Le Codex Sinaiticus (AD 330-360)
- Le Codex Alexandrinus (ca. AD 400-440)
- Codex Freerianus (ca. AD 450; existant: les versets 1 à 3, 10-13, 19-21)
- Le Codex Claromontanus (ca. AD 550)
- Codex Coislinianus (ca. AD 550; existant: les versets 7 à 20)

## Structure
Ce chapitre divisé en quatre parties (avec renvois à d'autres parties de la Bible):
- Timothée 1:1-2 : Salutations
- Timothée 1:3-11 : Aucune Autre Doctrine
- Timothée 1:12-17 : Gloire à Dieu pour Sa Grâce
- Timothée 1:18-20 : Mener la Bonne Lutte

## Versets
« 1 : Paul, apôtre de Jésus-Christ, par le commandement de Dieu, notre Sauveur, et du Seigneur Jésus-Christ, notre espérance  ;

2 : à Timothée, mon vrai fils   en la foi, que la grâce, la miséricorde et la paix te soient données de la part de Dieu notre Père, et de la part de Jésus-Christ, notre Seigneur.

3 : Suivant la prière que je te fis de demeurer à Ephèse, lorsque j’allais en Macédoine, je te prie encore d’annoncer à certaines personnes de n’enseigner point une autre doctrine ;

4 : et de ne pas s’adonner aux fables et aux généalogies, qui sont sans fin, et qui produisent plutôt des disputes, que l’édification de Dieu, laquelle consiste en la foi.

5 : Or, la fin du commandement, c’est la charité, qui procède d’un cœur pur, et d’une bonne conscience, et d’une foi sincère ;

6 : desquelles choses quelques-uns s’étant écartés, se sont détournés à un vain babil ;

7 : voulant être docteurs de la loi, mais n’entendant point ni ce qu’ils disent, ni ce qu’ils assurent.

8 : Or, nous savons que la loi est bonne, si quelqu’un en use légitimement.

9 : Sachant ceci, que la loi n’est point donnée pour le juste, mais pour les iniques, et pour ceux qui ne peuvent point se soumettre, pour ceux qui sont sans pitié et qui vivent mal ; pour des gens sans religion, et pour les profanes ; pour les meurtriers de père et de mère, et pour les homicides ;

10 : pour les fornicateurs, pour ceux qui commettent des péchés contre nature, pour ceux qui dérobent des hommes, pour les menteurs, pour les parjures, et contre telle autre chose qui est contraire à la saine doctrine ;

11 : suivant l’évangile de la gloire de Dieu bienheureux, lequel évangile m’a été commis.

12 : Et je rends grâces à celui qui m’a fortifié, c’est-à-dire, à Jésus-Christ notre Seigneur, de ce qu’il m’a estimé fidèle, m’ayant établi dans le ministère ;

13 : moi, qui auparavant étais un blasphémateur, et un persécuteur, et un oppresseur ; mais j’ai obtenu miséricorde, parce que j’ai agi par ignorance, étant dans l’infidélité.

14 : Or, la grâce de notre Seigneur a surabondé en moi, avec la foi et avec l’amour qui est en Jésus-Christ.

15 : Cette parole est certaine, et digne d’être entièrement reçue, que Jésus-Christ est venu au monde pour sauver les pécheurs, desquels je suis le premier.

16 : Mais j’ai obtenu grâce, afin que Jésus-Christ montrât en moi le premier toute sa clémence, pour servir d’exemple à ceux qui viendront à croire en lui pour la vie éternelle.

17 : Or, au roi des siècles, immortel, invisible, à Dieu, seul sage, soit honneur et gloire, aux siècles des siècles ! Amen.

18 : Mon fils Timothée, je te recommande ce commandement que, conformément aux prophéties qui auparavant ont été faites de toi, tu t’acquittes, selon elles, du devoir de combattre en cette bonne guerre ;

19 : gardant la foi avec une bonne conscience, laquelle quelques-uns ayant rejetée, ont fait naufrage quant à la foi ;

20 : entre lesquels sont Hyménée et Alexandre, que j’ai livrés à Satan ; afin qu’ils apprennent par ce châtiment à ne plus blasphémer. »

### Verset 8
La "loi" doit être utilisé "légalement" ou "légitimement", avec la compréhension de son but: "la fonction de la loi dans la vie de ceux qui ont été sauvés par la grâce".
Dans ce passage, Paul décrit les actions qui sont contraires à la loi, mais il ne s'agit pas de "débauche individuelle" (comme dans l'Épître aux Galates 5:19-21), mais d'une "opposition à Dieu" (Timothée 1:9a) et "dans l'hostilité à l'Homme" (Timothée 1:9b - (Timothée 1:10a), qui ne montrent de l'amour ni à l'égard de "Dieu" "ni à l'égard du voisin".

### Verset 9
Ce verset établi que "la loi a été donnée" non pas pour les justes, mais pour les "sans foi ni loi/les délinquants" et les "désobéissants/rebels"; la loi ne s'applique pas aux justes, contrairement à certains hérétiques qui tentent de forcer la  "doctrine ou d'éthique vers ceux à qui elle n'est pas destinée". La loi fonctionne comme une sorte de "listes de vices", afin de dénoncer les pêchés, sous quelque forme qu'ils puissent prendre, dans une culture donnée"; en exposant les faux enseignants, qui l'utilisent à mauvais escient.
Cette "liste de pêchés" ne rappelle pas seulement les listes anciennes établies par les moralistes anciens, mais suit les Dix Commandements, comme l'illustre le tableau suivant:
| 1 Timothée 1:9-10                                                                   | Les 10 Commandements                                        |
| ----------------------------------------------------------------------------------- | ----------------------------------------------------------- |
| les délinquants et les rebelles, les impies et les pécheurs, l'impie et irréligieux | Tu n'auras pas d'autres dieux que moi                       |
| ceux qui tuent leurs pères ou des mères                                             | Honorez votre père et votre mère                            |
| pour les assassins                                                                  | Tu ne tueras pas                                            |
| pour les adultères et des pervers                                                   | Tu ne commettras pas d'adultère                             |
| pour les marchands d'esclaves                                                       | Tu ne voleras pas                                           |
| et les menteurs et les parjures                                                     | Tu ne porteras point de faux témoignage contre ton prochain |

### Verset 10
Également traduit dans les différentes versions de la bible comme des "fornicateurs", "adultères" ou "les personnes sexuellement immorales", ce passage a été entendu comme le septième commandement, s'appliquant à divers actes d' 'immoralité sexuelle. Néanmoins, l'hébreu na׳ap dans spécifiquement conçu pour "adultère" (un autre mot, zana, a été utilisé pour la fornication en général), et dans le Nouveau Testament, est traduit via le mot grec porneia, qui a été largement utilisé pour l'immoralité sexuelle.
Le mot grec arsenokoitais a été traduit en anglais dans différentes manières, entre autres, "ceux qui abusent d'eux-mêmes avec des hommes" (1901 American Standard Version), "ceux qui se souillent avec l'humanité" (Version Autorisée 1873), "sodomites" (RSV 1901), et "pervers" (NIV 1973). Le mot apparaît seulement deux fois dans le Nouveau Testament: 1 Corinthiens 6:9 et 1 Timothée 1:10.